# Gio Châu
Gio Châu là một xã thuộc huyện Gio Linh, tỉnh Quảng Trị, Việt Nam.
Xã Gio Châu tiếp giáp với thị trấn Gio Linh, Xã Gio Quang, xã Gio Bình, xã Gio Hòa.
Xã Gio Châu có diện tích 16,59 km², dân số năm 2018 là 4465 người, mật độ dân số đạt 269 người/km².

## Hành chính
Xã Gio Châu được chia thành 3 thôn: Hà Thanh, Hà Thượng, Hà Trung.